# Patognomonico

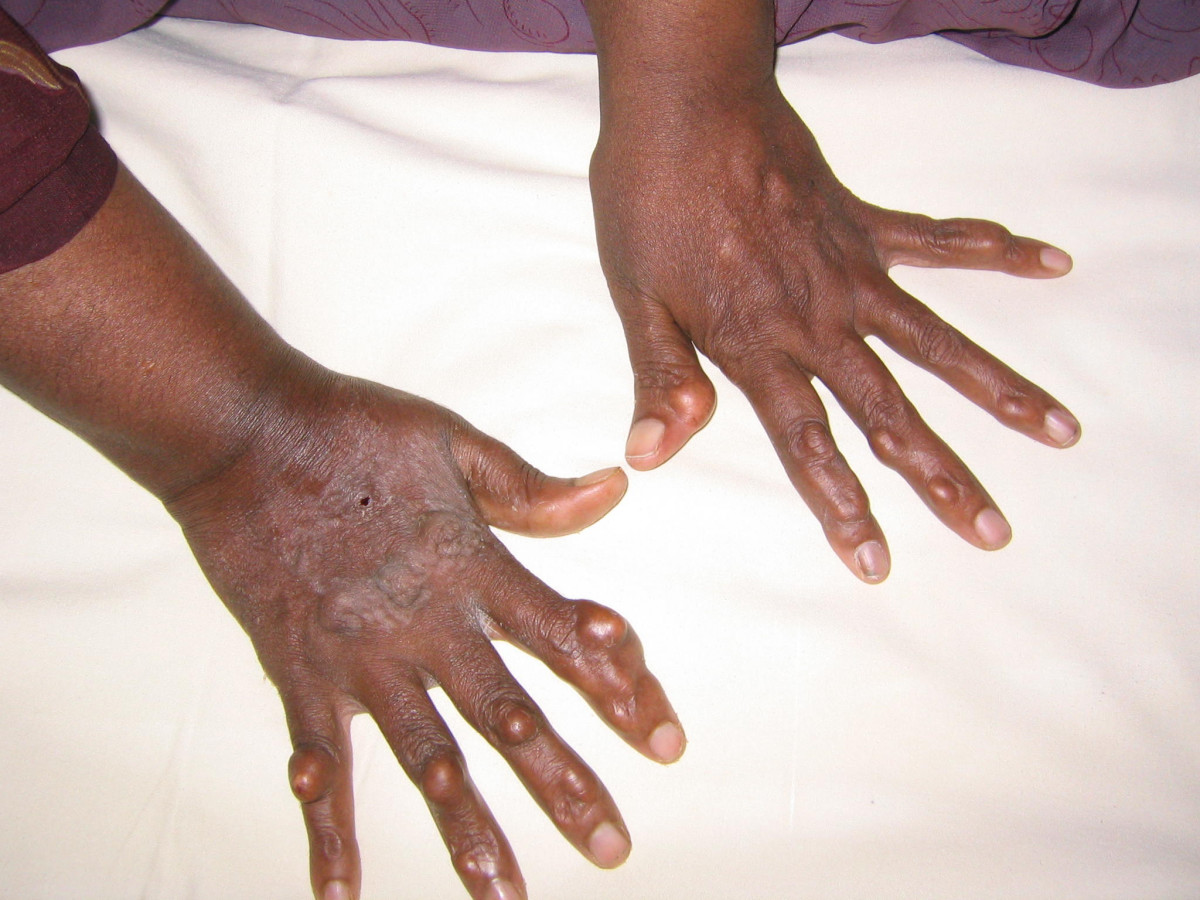
Il segno univoco dello xantoma

Patognomonico è un termine medico (derivato dal sostantivo greco πάϑος, pàthos, «malattia» e dal verbo greco γιγνώσκω, ghignòsko, «conoscere, riconoscere») che si riferisce a segni o sintomi che consentono di riconoscere una malattia, nel senso che sono associati univocamente a essa, cioè tipici di essa e non di altre.
Si può distinguere tra:
- Sintomo patognomonico imperfetto: la presenza di questo tipo di sintomo indica la certezza della malattia, ma l'assenza del sintomo non indica l'assenza della malattia;[3]
- Sintomo patognomonico perfetto: la presenza di questo tipo di sintomo indica la certezza della malattia, e l'assenza del sintomo indica l'assenza della malattia.[3]